# Холланд, Уильям Джейкоб
Уильям Джейкоб Холланд (англ. William Jacob Holland; 16 августа 1848 — 13 декабря 1932) — американский пресвитерианский священник, натуралист, директор Музея естественной истории Карнеги.

## Биография
Холланд родился в семье священника Фрэнсиса Раймонда Холланда и его жены Августы Элизы на Ямайке. В 1851 году его родители вернулись в США. Семья проживала сначала в Огайо, с 1858 года в Северной Каролине, а с 1863 года в Пенсильвании. Получил образование в Салеме и в Моравском колледже в Вифлееме, где изучал теологию. В 1869 году перевёлся в Амхерстский колледж в Массачусетсе и продолжил своё образование изучением естественных наук. Вначале работал учителем, но по просьбе отца закончил богословское образование в Принстонском университете и в 1874 году стал пастором в Питтсбурге. Вероятно, именно здесь он встретил свою будущую жену Кэрри Мурхед, на которой женился 23 января 1879 года.
Сменив несколько приходов стал преподавателем древних языков в Пенсильванском женском колледже; в 1891 году стал ректором Питтсбургского университета, а в 1898 году — директором Музея естественной истории Карнеги. Занимал эту должность до 1922 года.
В 1877 году принял участие в седьмом всемирном конгрессе Евангелического альянса, а в 1887 году — в экспедиции в Японию по случаю солнечного затмения. В 1889 году путешествовал по Западной Африке. Холланд, удостоенный многочисленных международных наград, был, в частности, президентом Энтомологического общества Западной Пенсильвании, состоял в Американской ассоциации музеев, Американском философском обществе, Лондонском зоологическом обществе, Американском геологическом обществе и Королевском обществе Эдинбурга. Был почётным членом Королевской академии Болоньи, Академии наук Ла-Платы, Королевского общества археологии и географии Швеции и Королевской академии наук Испании.
Среди его работ — «The Butterfly Book», «The Moth Book», «The Butterfly Guide», «To the River Plate and Back» и множество других публикаций. Под его руководством коллекция бабочек Музея Карнеги была значительно расширена. Помимо чешуекрылых, его особенно интересовали ископаемые рептилии; коллекция динозавров Музея Карнеги началась с Diplodocus carnegii, раскопанного специально для музея.
Скончался 13 декабря 1932 года, похоронен в Питтсбурге.
Вид рыб Spinibarbus hollandi Ōshima был названа в честь Холланда.